# Iaciara
Iaciara é um município brasileiro do estado de Goiás. A palavra Iaciara é de origem tupi, sua etimologia deriva de Jaci - Lua e Iara - água. Iaciara significa água da Lua ou reflexo da Lua. Sua população estimada era de 10 584 habitantes, conforme estimativas do Censo 2022 do Instituto Brasileiro de Geografia e Estatística (IBGE).

## História
A formação do atual município de Iaciara remonta à década de 1880, com raízes profundamente associadas à fé popular e à ocupação fundiária por grandes latifundiários. Em 13 de junho de 1881, na Fazenda Boa Vista, pertencente a Onofre Gomes e Protássio de Souza, realizou-se uma ladainha em louvor a Santo Antônio, promovida pelo escravizado Miguel Cardoso da Conceição. Tal evento, que atraiu moradores das redondezas, consolidou-se como tradição religiosa regional, comemorada até os dias atuais, especialmente por fiéis oriundos de municípios vizinhos como Nova Roma, São Domingos, Posse, Flores de Goiás e Alvorada do Norte.
A partir dessa manifestação de fé, foram erguidos abrigos provisórios para romeiros, e iniciou-se um processo de ocupação progressiva. Entre os primeiros moradores permanentes do local destaca-se Isidoro Teixeira, considerado fundador por ter sido o primeiro a fixar residência com sua família. Em 1885, construiu-se a primeira casa de alvenaria, pertencente a Ciriaco Moreira Lopes. O povoado foi inicialmente denominado Boa Vista, em referência à fazenda originária. Posteriormente, passou a ser conhecido também como "Boa Vista de Seu Onofre", em alusão a Onofre Gomes, o primeiro fazendeiro a se estabelecer na região, jovem imigrante português que mais tarde se destacou como suplente de senador por Goiás no ano de 1952. Durante breve período, o nome "Iracema" também foi utilizado, embora sem grande permanência. Por fim, adotou-se a denominação "Iaciara", de origem indígena, cuja etimologia mais aceita indica o significado de "água da lua".
Em 1887, o povoado foi elevado à categoria de distrito, já sob o nome de Iaciara. Dois anos depois, em 1889, foi instalado o Cartório do Registro Civil. Até meados do século XX, Iaciara permaneceu sob jurisdição do município de Posse, do qual dependia administrativa e economicamente. A autonomia político-administrativa foi obtida por meio da Lei Estadual nº 2.122, de 14 de novembro de 1958, com a devida instalação ocorrendo em janeiro de 1959, durante o governo de José Ludovico de Almeida. Na ocasião, foi nomeado o primeiro prefeito, Hildebrando de França Sabath, membro de uma das famílias pioneiras do município.
A história do município está intrinsecamente ligada à família Sabath. Benedicto Sabath, judeu de origem marroquina, chegou ao Brasil pouco após a independência, estabelecendo-se inicialmente em Belém do Pará. Subindo o Rio Tocantins até a cidade de Peixe, no atual estado do Tocantins, e prosseguindo por terra até Arraias, fixou-se finalmente em São Domingos (GO). Seu neto, Cirilo de França Sabath, estabeleceu-se no então povoado de Boa Vista, fundando um entreposto comercial responsável por dinamizar a economia local. As rotas comerciais utilizavam os rios Tocantins e São Francisco, com circulação de mercadorias entre o nordeste de Goiás e cidades como Barreiras (BA) e Januária (MG).
Com a construção de Brasília, houve profunda reestruturação econômica regional. Iaciara passou a destacar-se como produtor de carne bovina, com relevante volume destinado ao abastecimento do Distrito Federal e de estados do Nordeste.
Entre os principais vultos históricos de Iaciara destacam-se:
Miguel Cardoso da Conceição, ex-escravizado responsável pela primeira manifestação religiosa documentada no local;
Onofre Gomes, pioneiro da ocupação territorial, primeiro grande fazendeiro da região e figura política estadual;
Potássio de Souza e Izidoro Teixeira, um dos pioneiros do município.
Cirilo de França Sabath, comerciante responsável pela articulação econômica do povoado no início do século XX;
Romão Gomes da Fonseca, filho de Onofre Gomes, considerado o maior latifundiário do nordeste goiano de sua época;
Joana Neres Sampaio, nora de Onofre, notabilizada como a mulher mais rica do estado de Goiás em seu tempo.